# Witheer (bier)
Witheer is een Belgisch bier. Het wordt gebrouwen door de Scheldebrouwerij te Meer, een deelgemeente van Hoogstraten.

## Het bier
Witheer is een Witbier met een alcoholpercentage van 5%. Het werd gelanceerd op 17 juni 1998. Naast de gebruikelijke ingrediënten bevat het bier ook koriander en curaçaoschil (een kruid). Witheer is een kruising tussen een Weizen en een Belgisch witbier wat het bier extra fruitig maakt in geur en smaak. 
- Geur: Mistig lichtgeel
- Kleur: Citrus & banaan
- Smaak: Zacht & fruitig
- Afdronk: Fris kruidig

## Achtergrond
Oorspronkelijk heette dit bier Middelburgs Witheer. De naam Witheer verwijst naar de witheren of premonstratenzers. Ze worden witheren genoemd omwille van het witte habijt dat ze dragen. Meer specifiek verwijst dit bier naar de in 1127 door de premonstratenzers gestichte Abdij van Middelburg. In 1574 eindigde het abdijleven, maar een aantal gebouwen zijn nog wel te bezichtigen.
Op het etiket van het bier staan twee wildemannen. Deze zijn typisch voor de Scheldebrouwerij. Zij verwijzen naar Bergen op Zoom, de Nederlandse gemeente die twee wildemannen in het wapenschild draagt en geboortegrond van de brouwerij. De wildemannen verslepen een grote klok met daarop een bierflesje. Achter hen verrijst de abdijtoren van de vroegere abdij van Middelburg, de “Lange Jan”.
In 2008 verhuisde Scheldebrouwerij naar België.

## Prijzen
- 2020 – Brons – World Beer Awards (Wheat beer – Belgian style Witbier).